# Koniec N

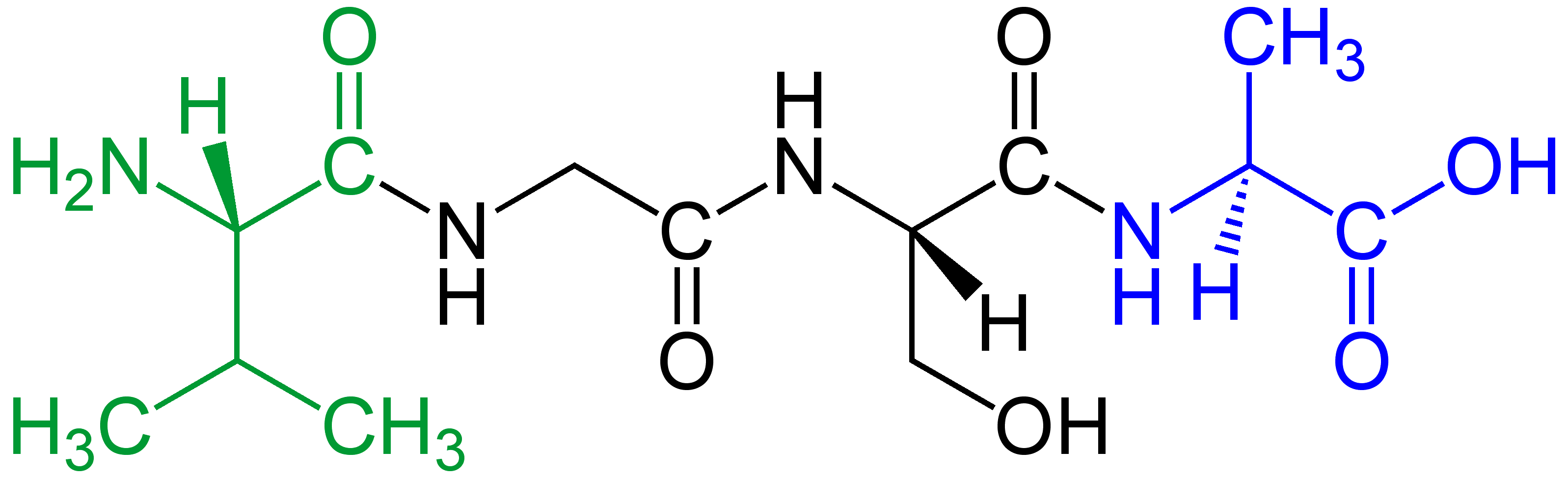
Wzór strukturalny tetrapeptydu Val-Gly-Ser-Ala
Kolor zielony: N-końcowa reszta aminokwasowa z wolną grupą aminową
Kolor niebieski: C-końcowa reszta aminokwasowa z wolną grupą karboksylową

Koniec N, koniec aminowy (żargonowo: N-koniec) – koniec polipeptydowego łańcucha zawierający grupę aminową (−NH
2 lub −NH+
3). Na drugim końcu łańcucha, nazywanym końcem C lub końcem karboksylowym, znajduje się grupa karboksylowa (−COO−
). Wyróżnianie końców łańcucha polipeptydowego określa ich kierunek. Aminokwasy występujące w łańcuchu zwyczajowo numeruje się, zaczynając od końca aminowego.
Koniec N aminokwasów białka jest ważnym czynnikiem regulującym okres półtrwania (prawdopodobieństwo degradacji). Jest to tak zwana zasada końca N.
Każdy aminokwas jest kodowany przez kilka różnych kodonów na kwasie nukleinowym, przy czym niektóre kodony są preferowane i wykorzystywane często, natomiast inne rzadko. Te drugie są u większości organizmów używane częściej do kodowania aminokwasów na końcu N białka. Na przykładzie pałeczki okrężnicy wykazano, że zwiększa to ekspresję genów.